# بات هيلز
بات هيلز (بالإنجليزية: Pat Hills)‏ هو سياسي أسترالي، ولد في 31 ديسمبر 1917 في سيدني في أستراليا، وتوفي بنفس المكان في 22 أبريل 1992. حزبياً، نشط في حزب العمال الأسترالي. وقد انتخب عضو الجمعية التشريعية نيو ساوث ويلز.